# Cantón de Bordères-Louron
El cantón de Bordères-Louron era una división administrativa francesa, que estaba situada en el departamento de Altos Pirineos y la región de Mediodía-Pirineos.

## Composición
El cantón estaba formado por quince comunas:
- Adervielle-Pouchergues
- Armenteule
- Avajan
- Bareilles
- Bordères-Louron
- Cazaux-Debat
- Cazaux-Fréchet-Anéran-Camors
- Estarvielle
- Génos
- Germ
- Loudenvielle
- Loudervielle
- Mont
- Ris
- Vielle-Louron

## Supresión del cantón de Bordères-Louron
En aplicación del Decreto n.º 2014-242 de 25 de febrero de 2014, el cantón de Bordères-Louron fue suprimido el 22 de marzo de 2015 y sus 15 comunas pasaron a formar parte del nuevo cantón de Neste, Aure y Louron.